# Тесты diehard
Тесты diehard — это набор статистических тестов для измерения качества набора случайных чисел. Они были разработаны Джорджем Марсальей в течение нескольких лет и впервые опубликованы на CD-ROM, посвящённом случайным числам. Вместе они рассматриваются как один из наиболее строгих существующих наборов тестов (отсюда и название — англ. «die-hard» в качестве прилагательного означает приблизительно «трудноубиваемый» и обычно переводится на русский фразеологизмом «крепкий орешек»).

## Описание тестов
- Дни рождения (Birthday Spacings) — выбираются случайные точки на большом интервале. Расстояния между точками должны быть асимптотически распределены по Пуассону. Название этот тест получил на основе парадокса дней рождения.

- Пересекающиеся перестановки (Overlapping Permutations) — анализируются последовательности пяти последовательных случайных чисел. 120 возможных перестановок должны получаться со статистически эквивалентной вероятностью.

- Ранги матриц (Ranks of matrices) — выбираются некоторое количество бит из некоторого количества случайных чисел для формирования матрицы над {0,1}, затем определяется ранг матрицы. Считаются ранги.

- Обезьяньи тесты (Monkey Tests) — последовательности некоторого количества бит интерпретируются как слова. Считаются пересекающиеся слова в потоке. Количество «слов», которые не появляются, должны удовлетворять известному распределению. Название этот тест получил на основе теоремы о бесконечном количестве обезьян.

- Подсчёт единичек (Count the 1’s) — считаются единичные биты в каждом из последующих или выбранных байт. Эти счётчики преобразуется в «буквы», и считаются случаи пятибуквенных «слов».

- Тест на парковку (Parking Lot Test) — единичные окружности случайно размещаются в квадрате 100×100. Если окружность пересекает уже существующую, попытаться ещё. После 12 000 попыток, количество успешно «припаркованных» окружностей должно быть нормально распределено.

- Тест на минимальное расстояние (Minimum Distance Test) — 8000 точек случайно размещаются в квадрате 10 000×10 000, затем находится минимальное расстояние между любыми парами. Квадрат этого расстояния должен быть экспоненциально распределён с некоторой медианой.

- Тест случайных сфер (Random Spheres Test) — случайно выбираются 4000 точек в кубе с ребром 1000. В каждой точке помещается сфера, чей радиус является минимальным расстоянием до другой точки. Минимальный объём сферы должен быть экспоненциально распределён с некоторой медианой.

- Тест сжатия (The Squeeze Test) — 231 умножается на случайные вещественные числа в диапазоне [0,1) до тех пор, пока не получится 1. Повторяется 100 000 раз. Количество вещественных чисел необходимых для достижения 1 должно быть распределено определённым образом.

- Тест пересекающихся сумм (Overlapping Sums Test) — генерируется длинная последовательность вещественных чисел из интервала [0,1). В ней суммируются каждые 100 последовательных чисел. Суммы должны быть нормально распределены с характерными средним и дисперсией.

- Тест последовательностей (Runs Test) — генерируется длинная последовательность на [0,1). Подсчитываются восходящие и нисходящие последовательности. Числа должны удовлетворять некоторому распределению.

- Тест игры в кости (The Craps Test) — играется 200 000 игр в кости, подсчитываются победы и количество бросков в каждой игре. Каждое число должно удовлетворять некоторому распределению.